# 江苏上上电缆集团
江苏上上电缆集团是中華人民共和國大型電纜製造商，創建於1967年國營時代，目前排名中國第一大，世界第九大電纜企業，是世界少數兩家能生產第三代核電廠用抗高溫抗腐蝕電纜的企業之一。擁有驰名商标註冊。
电缆产品涵盖500kV及以下超高压、高压、中压、低压电缆及塑料、超高压立塔及生产车间橡胶等特种电缆，产品出口80多个国家和地区，2012年就已經獲年度江苏省节能先进企业。屬於全国机械行业100强、中国制造业500强、中国工商银行將其列為“特级信用企业”屬於業界少有。
1967年國營時代的公司前身是“溧阳县砂轮厂”，1971年後改變業務所以改名溧阳电线厂，生產橡套软线在當時的中國大陸已經屬於高科技民用企業，改革開放後成为上海经济区电缆联合公司正式成员，90年代研發成功矿物绝缘防火电缆國產化並通過ISO9002质量体系认证。其董事長丁山华屬於公司核心人物，從國營時代就總管公司至今已經35年以上，各種創新研發專案甚至金融海嘯時期反而加碼投資建廠等決策，都與丁山华直接相關。
2012年12月27日，在環境保護部核與輻射安全中心、國家核電技術公司、上海核工程研究設計院和國核工程有限公司等專家共同見證下，上上電纜研製的AP1000反應爐核級電纜在經歷了歷時58天的冷卻劑失水環境（LOCA）試驗的考驗後，順利開爐。經檢測電纜性能指標依舊符合標準要求。2015年中國首艘全自製國產航母，也就是遼寧號姊妹艦開工訊息表明，上上電纜中標船用電纜工程。